# Cultura tolteca
La cultura tolteca o civilización tolteca —término de origen náhuatl que tiene varios significados, los principales son ‘morador(es) de Tollan/Tula’ (‘Lugar de tules’) o ‘artista, civilizado, maestro’ (su autodenominación es desconocida)—, es una de las culturas prehispánicas arqueológicas de Mesoamérica. Sus primeros registros se remontan a mediados del s. vii (650 d. C., periodo epiclásico mesoamericano [c. 600-900 d. C.]) y culminó a mediados del s. xii d. C. (1150 d. C., periodo posclásico temprano [c. 900-1200 d. C.]; o bien, 1168 d. C./1-tecpatl). Se asentaron principalmente en la zona del Valle del Mezquital en el actual estado de Hidalgo, mientras que su influencia cultural, artística, religiosa y comercial se diseminó hasta La Quemada y Chalchihuites (Zacatecas) al norte y hacia la Zona Maya (Chichén Itzá, Yucatán) y Nicoya (Costa Rica) al sur. Algunos de sus principales centros fueron Huapalcalco (Tulancingo de Bravo, Hidalgo), Tulancingo (ibíd.) y su ciudad capital, Tollan-Xicocotitlan (Tula de Allende, Hidalgo). Esta ciudad es célebre por sus singulares estatuas de piedra, llamadas atlantes y es el sitio tolteca por excelencia.
Tanto la historia mítica así como la arqueológica denotan que estos pueblos hablantes de una lengua uto-azteca (el idioma náhuatl) provenían del norte, y emigraron hacia el sur, más concretamente hacia el Centro de México, entre los ss. vi-vii. Muy probablemente jugaron un papel importante en los procesos políticos, económicos, sociales, religiosos y culturales que desembarcaron en la caída de Teotihuacán cuando Tula Chico comenzaba a urbanizarse y florecer (c. 650-750 d. C.) Desde ese momento, la influencia nahua, traída por la Cultura Coyotlatelco, era evidente y muy probablemente intensa en toda la región.
Refundan la ciudad al establecerse en el centro urbano mayor, conocido como Tula Grande, hacia el 960 d. C. y hasta el 1000 d. C., lograron establecer en ella una ciudad-estado, basada en ideologías sociopolíticas y religiosas de carácter profundamente militarista. Llevaron a cabo varias campañas expansionistas con las que lograron conquistar y controlar los señoríos contemporáneos del Altiplano Central, por lo que conformaron el imperio más vasto y poderoso de Mesoamérica durante todo el posclásico temprano.
Tuvieron un total de nueve tlatoque en Tula, de los cuales destaca Ce Ácatl Topiltzin Quetzalcóatl (¿ss. x-xi?), un legendario líder religioso y héroe cultural de la religión nahua, cuya verdadera identidad histórica es desconocida y debatida. El mito constata que fue desterrado de la ciudad y prometió regresar algún día.

## Etimología y terminología
Tolteca es una palabra de origen náhuatl; en náhuatl los Toltecas eran llamados Tōltēcah (en plural; en singular Tōltēcatl). entonces tolteca significa Morador de Tula', desde Tōllān ('Tula' o 'Lugar de Tula') y Tēcatl ('morador de guerrero').
Otras versiones, entre ellas una del Diccionario Balsas Náhuatl, señalan que toltekatl significa "artista".

## Historia
Los toltecas inician su peregrinación desde un sitio que llaman Huehuetlapallan (Vieja tierra azul), país del reino de la antigua Tollan, en el año de Técpatl 511 d. C. y vagan durante 104 años, guiados  por siete señores: Zacatl, Chalcatzin, Ehecatzin, Cohualtzin, Tzihuacoatl, Metzotzin y Tlapalmetzotzin. Finalmente llegan a Tollantzinco, pero lo abandonan 17 años después, retirándose catorce leguas al poniente donde fundan Tollan (Tollan-Xicocotitlan) o Tula, del nombre de su patria. Su monarquía inició en el año 7 acatl 667 d. C. y duró 384 años, teniendo 8 gobernantes o tlahtoques.
Lista de Gobernantes
Chalchiutlanetzin 667-719 d. C.
Ixtlicuechahuac 719-771 d. C.
Huetzin 771-823 d. C.
Totepeuh 823-875 d. C.
Nacaxxoc 875-927 d. C.
Mitl 927-976 d. C.
Xiuhtzatzin (reina) 976-980 d. C.
Tecpancaltzin 980-1031 d. C.
Tōpīltzin 1031-1052 murió el año 2 Tecpatl.
Los  toltecas alcanzaron su apogeo entre los años 900 y 1200 d. C. Fueron el grupo dominante de un estado cuya influencia se extendía hasta el actual estado de Zacatecas, y al sureste en la península de Yucatán. La relación entre los toltecas y los mayas del período posclásico ha sido objeto de  controversias. Mucho tiempo después de la caída de Teotihuacán, hacia el año 700, hubo en Mesoamérica varios siglos de tinieblas y confusión, cambió la índole de su civilización, las ciudades sin fortificaciones y gobernadas por élites religiosas se desmoronaron, y dieron lugar a ciudades guerreras y a religiones más belicosas.
Si bien es cierto que los toltecas tuvieron una gran influencia entre los mayas, no está comprobado que hubiera una presencia militar en la península de Yucatán. Ni viceversa, aunque algunos autores pensaron que Tula había sido fundada por mayas de Yucatán. Se puede hablar de una gran influencia comercial y político-religiosa de los toltecas en Chichén Itzá, influencia que se refleja básicamente en la arquitectura de muchas estructuras como son el Castillo, el Templo de los Guerreros (que muestra una fusión del estilo Puuc (seguramente influida por Uxmal) con diseño tolteca, así como en la presencia del llamado chac-mool típico de Tula. La incursión de Quetzalcóatl como deidad es otro elemento tolteca importante reflejado en Kukulkán entre los mayas: Tuvieron mucho talento para construir, y su influencia se extendió a gran parte de Mesoamérica en el período Posclásico. Entre los pueblos nahuas de la época de la conquista, la palabra tolteca significaba alguien sabio que dominaba las artes y artesanías. Y la palabra "toltequidad" equivalía a lo que llamaríamos, alta cultura.
En 1941 un grupo de antropólogos mexicanos designó a la ciudad de Tula, en el estado de Hidalgo, como Tollan, la mítica capital de los Toltecas, pero algunos arqueólogos, como Laurette Séjourné criticaron la decisión, señalando que después de varias etapas de excavación no se había revelado una ciudad suficiente para justificar la leyenda de los toltecas, señalando que el origen de Tollan y de la leyenda debería ubicarse en Teotihuacán, siendo el pueblo de Tula uno de los refugios de los sobrevivientes de Teotihuacán, que por ello se ostentaban como Toltecas.
El historiador mexicano Enrique Florescano, del Instituto Nacional de Antropología e Historia ha retomado esta interpretación, basándose en la mención de textos mayas anteriores a Tula, que se refieren a Teotihuacán como Tollan. Algunos afirman que la ciudad de Tula es un mapa de la traslación de Venus, es decir, de su recorrido alrededor del sol. Cerca de la ciudad está una montaña llamada Xicuco (Shicuco) que en náhuatl significa "ombligo".
Estos ciclos hacen referencia a las etapas de Quetzalcóatl para poder ser hombre – dios, que representan las etapas de los humanos (en el catolicismo, nacimiento – vida – resurrección). Esta cultura fue muy especial, ya que en el traje de los Atlantes se encuentran representadas todas estas etapas, como el espejo negro que hace que Quetzalcóatl vea sus errores para purificarse. Otra pieza importante es el Chacmool, que representa al mismo Quetzalcóatl saliendo de la etapa del fuego, escondido debajo de la tierra. Aparece representado mientras entrega él mismo el fuego a la superficie, que es cuando Venus no aparece en el horizonte para luego resurgir en el horizonte. 
Esta ciudad era envidiada por los aztecas que en contraste con los toltecas tenían otra visión de Quetzalcóatl les había enseñado.

## Cultura

### Arte
Su arte, plasmado en estatuas y relieves murales, está muy ligado a la arquitectura. Representaban a sus dioses y personajes en esculturas de piedra, murales, cerámicas, pinturas y en trabajos de artesanía como las grandes estatuas.

### Arquitectura
Es indudable que los toltecas aportaron cambios importantes en cuanto a las normas arquitectónicas que existían en Mesoamérica en el siglo IX; uno de ellos es el empleo de esculturas antropomorfas que sostenían con la cabeza el techo de una habitación, logrando así un gran espacio interior, como se aprecia en el templo de Tlahuizcalpantecuhtli El Señor del Alba.
Se estima que Tula albergó alrededor de 30 000 habitantes, los cuales vivían en grandes complejos de una planta con techos planos básicamente de hechos de piedra, tierra y acabados en adobe. Excluyendo la zona habitual de Tula refleja una planta cuadriculada que definía claramente los diferentes barrios. De los elementos arquitectónicos más significativos destaca la pirámide B, con sus mal llamados atlantes, que son figuras de 4,6 m de altura que alguna vez sostuvieron el techo de un templo. Según los estudios, estos atlantes estaban decorados con mosaicos enjoyados y plumas. Restos de pintura indican que probablemente fueron pintados para representar al guerrero tolteca-chichimeca de Mixcóatl (padre de Quetzalcóatl) o al dios estrella de la mañana Tlahuizcalpantecuhtli. También construyeron columnas en forma de una serpiente emplumada, con la cabeza al suelo y la cola hacia arriba, sosteniendo el dintel que formaba parte de la entrada a una gran habitación.
En el ámbito doméstico poseían tres distintas clases de conjuntos habitacionales, el grupo de casas, las unidades residenciales y las residencias palaciegas.

### Gastronomía
De acuerdo con investigaciones realizadas en Tepatitlán, área rural de Tulancingo, Hidalgo, los especialistas Guadalupe Mastache y Robert Cobean descubrieron que el amaranto era esencial en la alimentación de la cultura tolteca, ya que evitó que estas tribus pasaran hambre durante las épocas de sequías. Actualmente el amaranto produce "alegrías", mezcla de este producto con la miel, el cacahuate y las pasas; el amaranto, huautli o alegría, nombre con el que se le conoce en la actualidad, fue en época prehispánica un cultivo básico en diversas culturas del país, entre ellas la que se asentó en Tula, Hidalgo, como lo refieren evidencias arqueológicas y datos etno-históricos sobre su cultivo. Por su parte, Nadia Vélez Saldaña, arqueóloga especialista en paleobotánica y miembro del equipo de investigadores de la zona arqueológica de Tula, explicó que esta semilla no solo fue importante para esta población de Hidalgo, sino también en toda Mesoamérica, debido a que era una planta fácil de cultivar, además de tener un alto grado de resistencia a las temporadas de sequías y heladas:

El amaranto es más resistente, y crece en toda clase de terrenos abonados, por lo tanto, a falta del grano, el huautli era el que cubría las necesidades alimenticias de la población.
Nadia Vélez Saldaña

Otra de las características del amaranto, es su posibilidad de almacenamiento en ollas de barro, por largos períodos de tiempo, sin descomponerse. Lo anterior, asociado a su alto valor nutritivo, lo llevó, en ocasiones, a ser considerado el cultivo más importante de Tula, incluso más que el maíz, de hecho, uno de los tributos que las provincias de Ajacuba y Jilotépec, entre las que quedaba comprendida Tula durante el Posclásico Tardío (entre el 1200 y el 1521), daban a la Triple Alianza ―además de maíz y frijol― era precisamente amaranto, lo cual indica que esta planta era un cultivo importante durante ese período. El amaranto no solo se utilizaba como alimento, sino también como parte de las ofrendas y rituales; en este sentido, Vélez Saldaña mencionó que el uso del grano fue documentado por Bernardino de Sahagún y otros cronistas, quienes describen su utilización en algunas ceremonias donde se usaban figurillas hechas con amaranto aglutinado. Las figurillas rituales de huautli eran elaboradas con la técnica que hoy en día se utiliza para fabricar los dulces de amaranto, relató la investigadora. Tostaban el amaranto y después lo mezclaban con miel de maguey para obtener una masa maleable para formar las figuras antropomorfas de algunas deidades, que eran utilizadas en las ceremonias.
Finalmente, Vélez Saldaña señaló que, según parece, pudo haber sido su importancia ritual la causa de su prohibición a partir de la conquista, decreciendo su cultivo hasta casi desaparecer de algunas regiones durante la época colonial.

## Ubicación geográfica de los toltecas
Los toltecas fueron un pueblo nómada que también había incluido a los antepasados de los chichimecas. Los toltecas conquistaron la ciudad de Teotihuacán en el año 750 d. C. aproximadamente y luego asentaron en esta, su población y su cultura. Se establecieron en la meseta central (en la zona que ahora abarcan los Estados mexicanos de Tlaxcala, Hidalgo, Ciudad de México, Estado de México, Morelos y Puebla), donde una casta militar reemplazaría a los religiosos en la administración formándose un gobierno militarista. Su capital, Tollan-Xicocotitlan, sería conquistada por los Chichimecas  en el año 1168 d. C.

## Estructura social
La sociedad tolteca se dividió en dos clases:
- El grupo privilegiado: integrado por jerarcas, militares, funcionarios, el supremo gobernante y los sacerdotes, quienes estuvieron al servicio de la casta militar y se encargaban de atender el culto, los calendarios y la cuenta del tiempo.
- La clase trabajadora: integrada por los trabajadores agrícolas y artesanos: albañiles, alfareros, carpinteros, hilanderos, lapidarios, pintores y tejedores, entre otros.

## Economía
La economía se basaba en la agricultura de extensos campos de cultivo irrigados por complejos sistemas de canales, donde el maíz, el frijol y el amaranto eran el principal cultivo. Al igual que en otros estados mesoamericanos, el comercio jugaba un papel fundamental para la obtención de materias primas y bienes de lugares muy distantes.
Un ejemplo de esta actividad se puede encontrar en el modelo de las "Capitales Regionales", sistema que fue posible debido a la caída de Teotihuacán, se establecieron tres capitales: Tollan-Xicocotitlan, Tollan-Cholollan (Cholula), Tollantzingo (Tulancingo), y estudios recientes debaten sobre la posibilidad de que Chichen-Itzá haya pertenecido a la cultura o al menos hayan establecido relaciones comerciales benéficas para ambos lados.
Las capitales regionales establecieron un sistema y rutas de comercio con puntos de control llamados "mercado-santuario" que servían como puntos de descanso y seguridad en las rutas comerciales, debían ofrecer tributo en especia ofreciendo producción agrícola, maderera, pesquera, y minerales como obsidiana, o la piedra caliza, y también servían como sitios para mantener una influencia religiosa, cada uno de estos lugares debía contar con un templo. Estos mercados-santuario fueron establecidos a lo largo de lo que hoy es el estado de Hidalgo, Tlaxcala, una parte de Puebla y el norte de Veracruz, algunos asentamientos que se han demostrado que pertenecieron a este sistema según el estudio de Omaña (2021) fueron: 
Huapalcalco, Cholula, Tutotepec, Quiahuiztlán,  Nopala de Villagrán,  Huey Poxtla-Atotonilco, Tlahuelilpan, San Agustín Tlaxiaca, La Quemada (Considerada una de las primeras sedes del "Imperio Tolteca"), Cañada de la Virgen (Guanajuato)

## En la cultura occidental
El músico estadounidense Philip Glass compuso su Sinfonía No.7, llamada "Sinfonía Tolteca", a partir de un encargo de la National Symphony Orchestra para conmemorar el cumpleaños número 60 del director de orquesta Leonard Slatkin. La obra se estrenó el 20 de enero de 2005 en el John F.Kennedy Center for the Performing Arts en Washington D. C., Estados Unidos de América. Glass dedicó la sinfonía a la cultura tolteca, cuyo pueblo conquistó México y posteriormente fue vencido por los aztecas. "La palabra Tolteca", explicó el compositor, "se refiere a la creencia de que este pueblo fue la matriz espiritual de Mesoamérica, que comenzó muchos siglos antes de la invasión europea".